# Tóth Lili Anna
Tóth Lili Anna (Dombóvár, 1998. szeptember 17. –) magyar futó.

## Pályafutása
A 2013. évi nyári európai ifjúsági olimpiai fesztiválon 2000 m akadályon első volt. A 2014. évi nyári ifjúsági olimpiai játékokon 2000 m akadályon harmadik, a 8 × 100 méteres váltóban negyedik lett. A 2015-ös ifjúsági világbajnokságon 2000 m akadályon 11. volt. A 2016-os junior világbajnokságon 3000 m akadályon 10. lett. 2017-ben az U20-as Eb-n feladta a versenyt. Az országos bajnokságon junior magyar csúccsal (10:03,48) lett harmadik. A decemberi junior mezeifutó Európa-bajnokságon második lett. A 2019-es U23-as Eb-n 10. volt. A tokiói olimpián 3000 méteres akadályfutásban 9:30,96-os időeredménnyel 18. lett.
2025 áprilisában az utcai futó Európa-bajnokságon kilencedik lett csapatban (Gyürkés Viktória, Szabó Nóra) 10 km-en.

## Eredményei
Magyar bajnokság
- 1500 m
  - ezüstérmes: 2016, 2022, 2023, 2025
- 5000 m
  - aranyérmes: 2018, 2025
  - ezüstérmes: 2017, 2020, 2023
  - bronzérmes: 2016
- 10 000 m
  - aranyérmes: 2019, 2025
  - ezüstérmes: 2018
- 10 km
  - ezüstérmes: 2017
- 3000 m akadály
  - aranyérmes: 2020, 2021
  - ezüstérmes: 2019
  - bronzérmes: 2017, 2018
- mezeifutás
  - ezüstérmes: 2019

Fedett pályás magyar bajnokság
- 1500 m
  - bronzérmes: 2021, 2022
- 3000 m
  - aranyérmes: 2022, 2025
  - ezüstérmes: 2015, 2020, 2021
  - bronzérmes: 2017

## Rekordjai
2000 m akadály
- 6:19,21 (2020. július 26., Budapest) utánpótlás országos csúcs[8]

3000 m akadály
- 10:04,17 (2016. július 22., Bydgoszcz) junior országos csúcs[9]
- 10:03,48 (2017. június 11., Székesfehérvár) junior országos csúcs[10]
- 09:55,72 (2017. július 3., Székesfehérvár) junior országos csúcs[11]